# Ранкин (Тексас)
Ранкин (енгл. Rankin) град је у америчкој савезној држави Тексас. Налази се у округу Аптон, чије је седиште. По попису становништва из 2010. у њему је живело 778 становника.

## Демографија
Према попису становништва из 2010. у граду је живело 778 становника, што је 22 (2,8%) становника мање него 2000. године.
| Група             | 2000.       | 2010.       |
| Белци             | 554 (69,3%) | 539 (69,3%) |
| Афроамериканци    | 20 (2,5%)   | 15 (1,9%)   |
| Азијати           | 0 (0,0%)    | 0 (0,0%)    |
| Хиспаноамериканци | 215 (26,9%) | 215 (27,6%) |
| Укупно            | 800         | 778         |